# Leucospermum grandiflorum
Leucospermum grandiflorum  es una especie de árbol   perteneciente a la familia  Proteaceae. Es originaria de Sudáfrica.

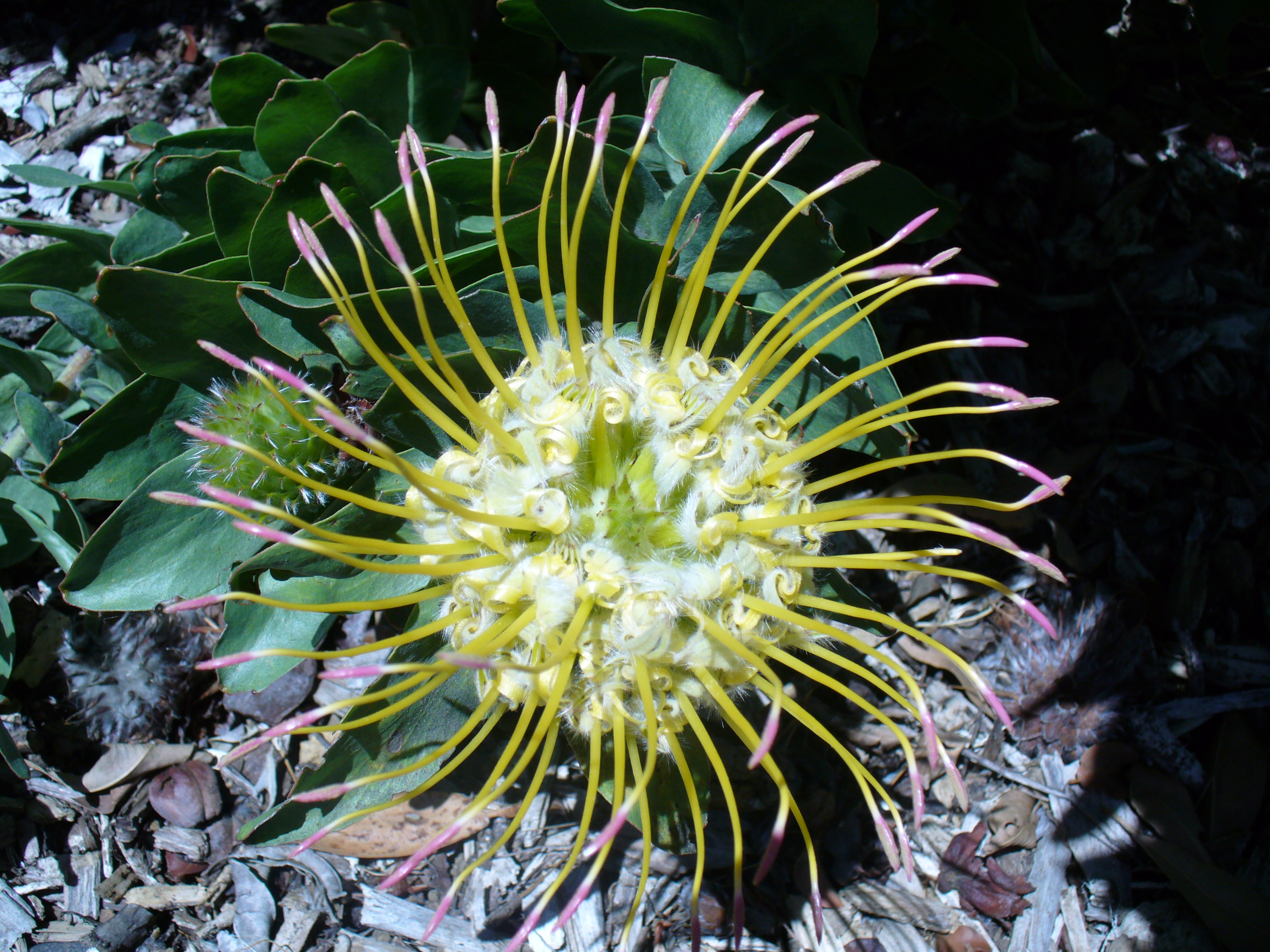
Detalle de las flores

## Descripción
Leucospermum grandiflorum  es un arbusto erecto, delgado que alcanza un tamaño de 1,5-2,5 m de altura. Las hojas son de color gris y peludas y miden 50-80 mm. Las puntas de las hojas tienen 3 dientes glandulares. Las inflorescencias tienen un aspecto peludo y giran en la parte superior. Los periantos se abren en espiral y son de color amarillo brillante. El color se desvanece al naranja y  rojo más tarde. La floración ocurre entre julio y diciembre, y las semillas se presentan dos meses después de la floración.

## Estado de conservación
Se estima que las poblaciones han disminuido en más del 50% en los últimos 60 años. Menos de cinco lugares restan con las plantas creciendo en estado salvaje. Estas poblaciones no son saludables por la calidad del hábitat y porque el número de plantas maduras está disminuyendo. Las razones de esto incluyen la pérdida de hábitat debido a las plantas exóticas agrícolas, la forestación, las plantas invasoras, los incendios forestales con demasiada frecuencia, y la tala ilegal de flores silvestres.

## Distribución y hábitat
Leucospermum grandiflorum es una especie que se encuentra en el fynbos y es endémica del  fynbos en granito de Boland. Este tipo de vegetación se caracteriza por llanuras y colinas con afloramientos de granito. Derivados de los suelos de granito son más ricos que los suelos de piedra arenisca y por lo tanto se han transformado rápidamente para su uso agrícola. Además de esta especie que está clasificada como en peligro de extinción, el tipo de vegetación entera también se clasifica como en peligro.
Las cifras del promedio de lluvia es 985 mm por año con mayor cantidad de lluvia que cae en los meses de invierno de mayo, junio, julio y agosto. En invierno la temperatura, de vez en cuando, (2-3 días al año) caen por debajo de cero, L. grandiflorum es capaz de tolerar heladas muy débiles. En verano, las condiciones cálidas, secas y ventosas, a menudo, se alcanzan temperaturas máximas llegando a 27 °C.
En el monte crece en rodales dispersos en las laderas calientes y secas a una altitud de entre 80 y 500 m. Su distribución natural es Paarl Mountain, Simonsberg, Paardeberg, Durbanville Hills y el valle del río Berg.

## Taxonomía
Leucospermum grandiflorum fue descrita por  Robert Brown y publicado en Transactions of the Linnean Society 10: 100. 1810.
Etimología
El género Leucospermum deriva de las palabras griegas leukos que significa blanco, y de spermum =  semilla, en referencia a las semillas blancas o de color claro de muchas especies. Las semillas son en realidad de color negro, pero están recubiertas con una piel blanca carnosa (eleosoma).
El epíteto grandiflorum deriva de las palabras latinas grandis = grande y florum = con flores.